# Савов, Михаил
Михаил Попов Савов (1857—1928) — болгарский генерал, военный министр Болгарии, дипломат.

## Биография
Родился 26 ноября 1857 года в Стара-Загоре. Начальное образование получил в Габровской гимназии и Галатасарайском лицее в Константинополе.
Военное образование получил в Софийском военном училище, из которого выпущен в 1879 году подпоручиком в Румелийскую милицию. 9 июля 1881 года Савов получил чин поручика и вскоре поступил в Николаевскую академию Генерального штаба в Санкт-Петербурге.
По окончании курса в академии Савов вернулся в Болгарию и 9 сентября 1885 года был произведён в капитаны с зачислением в Восточно-Румелийскую милицию и назначением на должность адъютанта по строевой части военного министерства. Накануне начала сербско-болгарской войны он возглавил строевое отделение военного министерства. За боевые отличия в этой войне Савов был награждён орденом «За храбрость» 3-й степени.
В 1886 году Савов состоял членом комиссии по разграничению между Болгарией и Турцией, в затем был помощником военного министра. 17 апреля 1887 года произведён в майоры и назначен офицером Генерального штаба в 5-ю пехотную бригаду.
16 февраля 1891 года Савов был назначен военным министром Болгарии и 2 августа произведён в подполковники. 27 апреля 1894 года он вышел в отставку, где находился до 1 июля 1897 года, когда был назначен начальником Софийского военного училища. 1 января 1899 года произведён в полковники.
31 марта 1903 года Савов вновь возглавил военное министерство Болгарии и 1 января 1904 года произведён в генерал-майоры. 4 мая 1907 года Савов был снят с должности и обвинён в коррупции и злоупотреблениях при закупках оружия за границей. Обвинения остались недоказанными и 30 октября 1908 года Савов получил чин генерал-лейтенанта хотя при этом числился в отставке.
Перед началом Первой Балканской войны Савов был восстановлен на службе и назначен на должность помощника главнокомандующего болгарской армии. Крайняя медлительность и неуспешные действия Савова на Чаталджинской позиции послужили поводом для начала Второй Балканской войны.
29 июня 1913 года Савов был назначен командующим 4-й и 5-й армиями, вкоре он получил в командование и 2-ю армию. После поражения Савов был отставлен от всех должностей и оставался не у дел до 1920 года. В 1920 году он был назначен послом во Францию, а в 1922—1923 годах был послом в Бельгии.
Скончался 21 июля 1928 года в Сен-Валье-де-Тье (Франция), похоронен 18 августа в Софии.
Среди прочих наград Савов имел ордена:
- Орден «За храбрость» 2-й и 3-й степеней
- Орден «Святой Александр» 1-й степени с мечами, 2-й степени с алмазными укаршениями и 3-й степени с мечами
- Орден «За военные заслуги» 1-й степени.
- Орден «Стара-планина» I степени с мечами (8 января 2013 года, посмертно)[1].